# Crime Doctor

Crime Doctor est un film américain réalisé par Michael Gordon, sorti en 1943.

## Synopsis
Victime d'une amnésie, le docteur Robert Ordway se souvient brusquement de son passé de criminel.

## Fiche technique
- Titre : Crime Doctor
- Réalisation : Michael Gordon
- Scénario : C. Graham Baker, Louis Lantz, d'après une série radiophonique de Max Marcin
- Photographie : James S. Brown Jr.
- Montage : Dwight Caldwell
- Musique : Lee Zahler
- Société de production :  Larry Darmour Productions
- Société de distribution : Columbia Pictures
- Genre : Film dramatique, Film policier, Film d'action, Film à énigme
- Durée : 66 minutes
- Date de sortie : 22 juin 1943

## Distribution
- Warner Baxter : Dr. Robert Ordway / Phillip Morgan
- Margaret Lindsay : Grace Fielding
- John Litel : Emilio Caspari
- Ray Collins : Dr. John Carey
- Harold Huber : Joe Dylan
- Don Costello : Nick Ferris / Jim Warren
- Leon Ames : William Wheeler